# 데비 라이언
데비 라이언(Debby Ryan, 1993년 5월 13일 ~ )은 미국의 배우, 가수이다.

## 출연 작품

### 영화
- 에브리데이 (2018)
- 호스 걸 (2020)

### 텔레비전
- 제시 (2011-15) - 제시 프레스콧 역
- Sing It! (2016)
- 채울 수 없는 (2018-19) - 퍼트리샤 "패티" 블레이델 역